# Amador Álvarez
Amador Álvarez Álvarez (Carrascalejo, 24 de febrero de 1945) es un profesor y político español, alcalde de Carrascalejo desde 1979 a 2019 (sustituido por Sonia Cid Jiménez)
Diputado por la provincia de Cáceres de la V, VI, VII, VIII y IX Legislaturas. Profesor de EGB. Director de Colegio Público. Diputado Provincial de 1987 a 1996. Portavoz del Partido Popular en la Diputación de Cáceres de 1991 a 1996.

## Actividad Profesional
- Vocal de la Comisión de Trabajo y Asuntos Sociales
- Vocal de la Comisión de Medio Ambiente
- Vicepresidente Segundo de la Comisión Mixta para el Estudio del Problema de las Drogas